# NGC 4698
NGC 4698 هي مجرة حلزونية ضلعية تبعد حوالي 55 مليون سنة ضوئية عن الأرض تقع في كوكبة العذراء. وهي تنتمي إلى عنقود العذراء المجري وتقع بالقرب من الحافة الشمالية الشرقية من هذا التجمع. التصنيف المورفولوجي لي NGC 4698 في نظام دي فوكولورس هو (SA(s)ab) مما يشير إلى بنية حلزونية بحتة مع أذرع ملتفة بإحكام . وهي تميل إلى خط الأفق الأرضي بزاوية 53 درجة على طول زاوية موضع قدرها 170 درجة.
ميزة فريدة في هذه المجرة هي أن النجوم والغبار للقرص النووي تدور في اتجاه يتحاذى عموديا على قرص المجرة. وتبدو أيضا حوصلة مجرة ممتدة خارج المستوى المجري. وقد يكون هذا النسق الغير العادي نتيجة لحدث اندماج سابق.
وتصنف NGC 4698 كمجرة زايفرت -2 مع نواة مجرية نشطة، والتي تتعرض لانبعاث بارز من الطاقة الراديوية والأشعة السينية من النواة بينما تظهر خطوط انبعاث ضيقة في الطيف البصري. ويقترح النموذج الموحد لمجرات زايفرت أن نواة المجرة تحجبها أحياد كثيفة من الغاز والغبار. ومع ذلك، فإن انبعاث الأشعة السينية المتفاوتة من نواة NGC 4698 تظهر دلائل قليلة على انجباسها، مما يوحي بدلا من ذلك إلى أن مصدر انبعاث الطاقة غير محجوب عموما ولكنه فقير بحكم طبيعته.

## وصلات خارجية
- NGC 4698 على موقع ويكي سكاي: DSS2, SDSS, GALEX, IRAS, Hydrogen α, X-Ray, Astrophoto, Sky Map, Articles and images